# Rúben Dias
Rúben Santos Gato Alves Dias ([ˌʁu.bɨn.ˈdi.ɐʃ]; ur. 14 maja 1997 w Amadorze) – portugalski piłkarz, występujący na pozycji obrońcy w angielskim klubie Manchester City oraz w reprezentacji Portugalii. Wychowanek Estreli Amadora.
Uczestnik Mistrzostw Świata 2018 i 2022 oraz Mistrzostw Europy 2020.

## Kariera klubowa

### Benfica B
Dias rozpoczynał karierę klubową w rezerwach SL Benfiki, w których zadebiutował 30 września 2015 w meczu z Chaves. W sezonie 2016/2017 zajął z zespołem 4. miejsce w lidze, a także doszedł z zespołem juniorskim do finału Młodzieżowej Ligi UEFA.

### Benfica
16 września 2017 zadebiutował w pierwszym zespole Benfiki, rozgrywając mecz przeciwko Boavista. 29 grudnia strzelił swoją pierwszą bramkę dla drużyny w zremisowanym 2:2 meczu z Vitória Setúbal. 3 lutego, w wygranym 5:1 starciu przeciwko Rio Ave, Dias zdobył pierwszego gola w barwach lizbońskiego klubu w Primeira Liga. 2 listopada 2019 w swoim 100. spotkaniu dla Benfiki strzelił gola przeciwko Rio Ave. 26 września 2020, po wygranym 2:0 meczu (w którym zdobył gola), trener drużyny Jorge Jesus przyznał, że był to prawdopodobnie ostatni mecz Diasa w barwach klubu. Łącznie w barwach Benfiki rozegrał 137 spotkań, w których strzelił 12 bramek.

### Manchester City
29 września 2020 został ogłoszony zawodnikiem Manchesteru City, z którym podpisał sześcioletni kontrakt. Angielski klub zapłacił za niego 68 milionów euro, które mogą osiągnąć kwotę 71,6 milionów euro razem z bonusami. W ramach wymiany do Benfiki trafił Nicolás Otamendi. W barwach Manchesteru zadebiutował 3 października w meczu z Leeds United. 27 lutego 2021 strzelił swoją pierwszą bramkę dla klubu, trafiając w wygranym 2:1 starciu z West Ham United, który był 20. meczem Manchesteru wygranym z rzędu.

## Kariera reprezentacyjna
15 marca 2018 po raz pierwszy został powołany przez selekcjonera Fernando Santosa do seniorskiej reprezentacji Portugalii. Z powodu skręcenia kostki w prawej nodze nie rozegrał jednak meczu. 
17 maja znalazł się w kadrze Portugalii na Mistrzostwa Świata 2018, a 11 dni później zadebiutował w portugalskiej drużynie narodowej, występując w meczu towarzyskim z reprezentacją Tunezji. Pomimo powołania na Mundial, Dias nie wystąpił w żadnym z czterech meczów, które rozegrała Portugalia.
Wygrał z Portugalią Ligę Narodów 2018/2019.
17 listopada 2020 strzelił swoje dwie pierwsze bramki w barwach portugalskiej reprezentacji, trafiając w wygranym 3:2 starciu z Chorwacją. 
Wystąpił  z Portugalią na Euro 2021. 
Wystąpił na Mistrzostwach Świata 2022 w Katarze, gdzie doszedł z reprezentacją do ćwierćfinału. 
11 września 2023 Dias rozegrał swój 50. mecz dla reprezentacji, która wygrała 9:0 spotkanie z reprezentacją Luksemburga.
Pojechał z reprezentacją Portugalii na Euro 2024 w Niemczech, gdzie doszedł do ćwierćfinału.
8 czerwca 2025 roku po raz drugi w karierze wygrał z reprezentacją Portugalii Ligę Narodów. 

## Sukcesy

### SL Benfica
- Mistrzostwo Portugalii: 2018/2019
- Superpuchar Portugalii: 2019

### Manchester City
- Mistrzostwo Anglii: 2020/2021, 2021/2022, 2022/2023
- Puchar Anglii: 2022/2023
- Puchar Ligi Angielskiej: 2020/2021
- Liga Mistrzów UEFA: 2022/2023
- Superpuchar Europy UEFA: 2023
- Klubowe mistrzostwa świata: 2023

### Reprezentacyjne
- Liga Narodów UEFA: 2018/2019
- Liga Narodów UEFA: 2024/2025

### Wyróżnienia
- Piłkarz roku w Anglii według FWA: 2020/2021[18]
- Piłkarz sezonu Premier League: 2020/2021[19]
- Piłkarz sezonu w Manchesterze City: 2020/2021[20]
- Obrońca sezonu Ligi Mistrzów UEFA: 2020/2021[21]
- Obrońca miesiąca Primeira Ligi: Marzec 2018[22], Październik/Listopad 2019[23]
- Drużyna Roku według IFFHS: 2021[24][25], 2023[26]
- Drużyna sezonu Ligi Mistrzów UEFA: 2020/2021[27], 2022/2023[28]
- Drużyna sezonu European Sports Media: 2020/2021[29]
- Jedenastka Roku FIFA FIFPro: 2021[30], 2023[31]
- Jedenastka roku według L’Équipe: 2021[32]
- Jedenastka rundy jesiennej według Goal.com: 2021/2022[33]